# Живор
Живор (фр. Givors) насеље је и општина у источној Француској у региону Рона-Алпи, у департману Рона која припада префектури Лион.
По подацима из 2011. године у општини је живело 19.718 становника, а густина насељености је износила 1137,14 становника/km². Општина се простире на површини од 17,34 km². Налази се на средњој надморској висини од 162 метара (максималној 373 m, а минималној 145 m).

## Демографија
| 1806. | 1962.  | 1968.  | 1975.  | 1982.  | 1990.  | 1999.  | 2011.  |
| ----- | ------ | ------ | ------ | ------ | ------ | ------ | ------ |
| 3.925 | 17.232 | 19.048 | 21.968 | 20.544 | 19.777 | 18.437 | 19.718 |

График промене броја становника у току последњих година